# ロバート・フレデリック・ブルーム
ロバート・フレデリック・ブルーム（Robert Frederick Blum、1857年7月9日 - 1903年6月8日）は、アメリカ合衆国の画家。

## 経歴

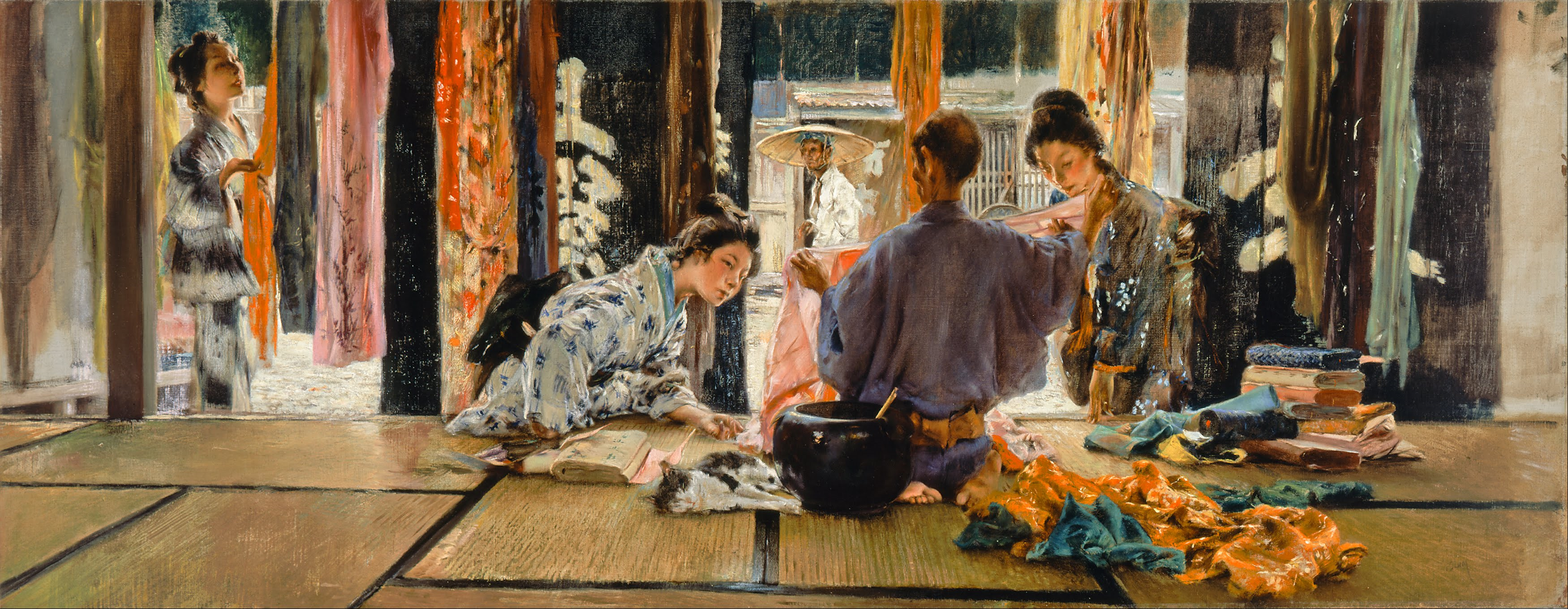
絹物商（1892年）

1857年7月9日、アメリカ合衆国オハイオ州シンシナティでドイツ人移民の両親のもとに生まれる。
1876年、19歳の時、アメリカ独立100周年を記念した フィラデルフィア万国博覧会での日本の展示がきっかけで、日本に関心を持つようになる。
リトグラフ店で働いたほか、シンシナティ美術学校、ペンシルバニア美術学校で学ぶも、実質的に独学で才能を発揮し始める。
1879年にニューヨーク市に移住後、出版社チャールズ・スクリブナーズ・サンズの仕事をしながらヨーロッパ各国を訪れる。
1890年、33歳の時、エドウィン・アーノルドの雑誌記事の挿絵のため初来日、その後1892年までの2年3か月を日本で過ごし、明治時代初期の市井の風景を水彩画、油絵、パステル画で描いた。同記事は1891年にブルームの挿絵とともに『Japonica』の書名で一冊の本として出版された。
帰国後、「飴屋」、「花売り」をパリ万博、シカゴ万博に出品し、「花売り」はシカゴ万博で金賞を受賞する。
1903年、ニューヨークにて、肺炎により死去。享年45。

## ギャラリー
- 「飴屋」（1893年）。メトロポリタン美術館所蔵。チャールズ・ワーグマンにまったく同じ構図の絵があり、温泉避暑地として外国人に知られている伊香保温泉で撮られた同じ写真を参考にしたのではないかという推測がある[2][3]
- 中国を訪れたことのないブルームが想像で描いた中国の街並み（1890年）